# 遥远地球之歌
《遥远地球之歌》（英語：The Songs of Distant Earth，别称：遥远的地球之歌）是英国作家亞瑟·查理斯·克拉克于1986年创作的一部科幻小说。根据作者本人说，这本小说是“自己所有作品中最喜欢的一部”。克拉克还写了一篇同名的短篇提纲，发表在了《Omni》杂志上。
这部小说讲述了在遥远的未来，由于太阳将会变为新星，地球派出了飞向外星系的星舰，到达了一个乌托邦一样的人类“殖民地”。

《遥远地球之歌》一书中探讨了世界末日、无神论和乌托邦思想，同时还有作者对于人类长期星际旅行和地外生命的幻想。

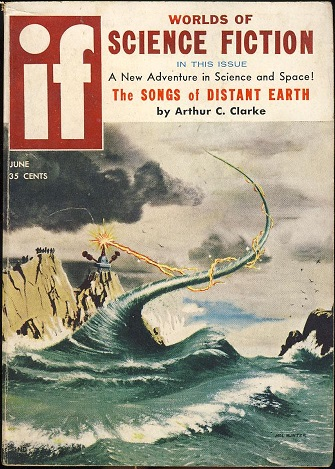
最初的《遥远的地球之歌》是1958年6月号《如果》的封面故事

## 内容概述
这部小说以三十九世纪初为背景，故事全文几乎发生在遥远的海洋星球“萨拉萨”。
故事开始于二十世纪的科学家们对中微子的探测，进过测量发现，太阳发出的中微子远远不足以支持其继续以G型主序星存在，而会在接下来的几个世纪变为一颗白矮星，导致地球毁灭。
在接下来几个世纪的时间里，人类研发了先进的技术，先后将载有人类和其他哺乳动物胚胎的“播种船”，发射到宜居行星，同时这些播种船上还载有“机器人父母”。其中有一艘播种船被派往海洋星球萨拉萨，并成功建立了一个小型的人类殖民地。
由于火箭推进的航天器必须携带大量燃料，才能在较短时间内加速到恒星际旅行所需要的速度，然后在接近目的地时减速。因此运送活体人类被视为不可能完成的事情。然而，在太阳成为新星前不到一百年，随着"量子喷射引擎"（书中描述为一种可以从真空中提取能量的引擎）的发现，运输活体不再受燃料制约，于是人类组建了包括麦哲伦号星舰在内的一众恒星际飞船。
在地球科技高速发展的这几年里，位于萨拉萨上的殖民地却在一次火山爆发破坏中损坏了通信塔，失去了与地球的联系。由于星球上的人生活懒散，通信塔始终没有被修复。因此，萨拉萨人不知道地球上后来的科技发展。地球也在失去通信后认为殖民地已经毁灭。
在地球末日第250年后，麦哲伦号抵达萨拉萨星，他们把这里看做一个中转站。要来补充飞船庞大的冰盾（冰盾是防止了微流星在星际旅行中对飞船造成破坏)。萨拉萨由于星球被水覆盖，是补充冰块的绝佳去处。然而，飞船上船员们却发现，这颗星球上的人类的殖民地没有被摧毁，而且仍在蓬勃发展。
来自地球的游客的到来对随和的萨拉萨人来说是一件大事，他们从未想过会看到或听到来自地球的声音。对于麦哲伦号的船员来说，与当地人见面并体验这个美丽好客的星球也是一个不错的惊喜。
在逗留期间，飞船上的船员建造了一个巨大的工厂来制造冰盾所需要的巨大冰块，同时他们意识到，当地的海洋深处有一种长的像“蝎子”一样的智慧海洋生物的存在。“蝎子”与地球上的海蝎子相似，只是大得多。同时发现了这一种族逐渐演变出了阶级意识，虽然这些生物的智力受到大多数人的质疑，但少部分人相信它们可能有潜力发展成为未来的智能物种。
最终船员中有部分不想继续旅途的，被留在了萨拉萨，而其他人则离开继续前往旅途的目的地。

## 科学设定
这部小说探索了太阳中微子问题中的一个——太阳会变为一个新星，小说作者克拉克写这部作品时这个问题还没有解决，但现在此问题已经得到了解释。从太阳到达地球的中微子很少，是因为科学家们只统计到了太阳发射的中微子粒子中的一种特殊的状态。
在“致谢”中，克拉克解释了他为什么选择真空能源用于航天器推进——“据推测，这是一种科学可行但极具未来感的技术。”

## 社会影响
作曲家迈克·奥德菲尔德根据1994年发行的《遥远地球之歌》创作了一整张专辑，并命名为《遥远的大地之歌》。
1987年的科幻动漫《2001夜物語》的最后一部分被命名为“遥远地球之歌”。

## 评价报道
纽约时报:“克拉克先生所感兴趣的戏剧是在一块宏大的画布上所演绎的，他写下的小说同样如此。这部小说诱惑着每一个对于神秘的无穷向往的人。”
豆瓣书评—Zucchini:“本书中缺乏铺垫的感情描写是本书的短板，铺垫少，叙事平淡，没有明显戏剧冲突也是小说的缺点，但本小说文笔优雅，提出的问题发人深省，是一本‘粗糙的浪漫’的作品。”

## 引用
1. ↑  Clarke, Arthur C. . The Collected Stories of Arthur C. Clarke (Gollancz). 2001. ISBN 0-575-07065-X.
2. ↑  . 豆瓣读书. 2018-8-20  [2023-08-03]. （原始内容存档于2023-08-03） （中文）.
3. ↑  . IMDb.   [2023-08-03]. （原始内容存档于2023-04-08）.
4. ↑  Jones, Gerald. . The New York Times. 11 May 1986  [2023-08-03]. （原始内容存档于2017-09-22）.
5. ↑  . 豆瓣.   [2023-08-03]. （原始内容存档于2023-08-03） （中文（中国大陆））.